# Les Derniers Jours d'Herculanum
Pour plus de détails, voir Fiche technique et Distribution.
Les Derniers Jours d'Herculanum (Anno 79 - La distruzione di Ercolano) est un péplum franco-italien réalisé par Gianfranco Parolini et sorti en 1962.

## Synopsis
Le général Marcus Tiberius, neveu de l'empereur Titus Flavius, rentre triomphalement à Rome pour y découvrir une ville en proie au chaos. Les meurtres de rue se multiplient et certains membres corrompus du Sénat romain accusent à tort la communauté chrétienne. Lorsqu'il reçoit l'ordre d'agir contre les chrétiens, Marcus défie son oncle, ce qui conduit celui-ci à le dépouiller de ses titres et à l'exiler. Sans se laisser décourager, Marcus décide de mener une enquête indépendante. Au milieu des intrigues romanesques et politiques de la cour de l'empereur en l'an 79, une catastrophe imminente se prépare. Sous l'ombre du Vésuve, la ville est confrontée à une destruction imminente, tout comme Herculanum.

## Fiche technique
- Titre français : Les Derniers jours d'Herculanum[1]
- Titre original allemand : Anno 79 - La distruzione di Ercolano[2],[3],[4],[5]
- Réalisateur : Gianfranco Parolini
- Scénario : Giovanni Simonelli
- Photographie : Edmondo Lozzi
- Montage : Waltraut Hopp
- Musique : Carlo Franci (it)
- Effets spéciaux : Roberto Morelli
- Décors : Niko Matul, Giuseppe Ranieri
- Production : Giuseppe Maggi, Mario Maggi, Luciano Volpato, Mario Damiani, Robert de Nesle
- Sociétés de production : Cinematografica Associati, Comptoir Français du Film Production
- Pays de production :  Italie -  France
- Langue originale : italien
- Format : couleurs par Eastmancolor - 2,35:1 - Son mono - 35 mm
- Durée : 88 minutes
- Genre : péplum, film catastrophe
- Dates de sortie :
  - Italie : 23 décembre 1962
  - France : 22 janvier 1964[1]

## Distribution
- Susan Paget : Livia
- Brad Harris : Marcus Tiberius
- Mara Lane : Diomira
- Jacques Berthier : Tyrtheus
- Jany Clair : Myrta
- Carlo Tamberlani : Furio
- Philippe Hersent : Titus Flavius Caesar
- Ivy Holzer : Claudia
- Isarco Ravaioli : Licinius
- Đorđe Nenadović : Samson
- Vladimir Leib : Lepidus
- Niksa Stefanini : Valerius
- Giuseppe Mattei : Draco
- Arnaldo Martelli (it) (sous le nom de « Ray Martino ») : Saurus
- Mila Kačič : Armodia
- Vladimir Bačić : Migiurto
- Giuseppe Marotti : Rutilio
- Maks Furijan : Menezio
- Janez Vrhovec : Ciparisso